# Findom
Findom, abgeleitet von Englisch Financial Domination – Finanzielle Dominanz, ist eine Spielart des BDSM, bei der Dominanz und Unterwerfung mit finanzieller Ausbeutung verbunden werden. Ein in Deutschland gebräuchliches Synonym ist Geldsklaverei. Vor Einführung des Internets gab es Findom in der heutigen Form nicht.

## Konstellationen
In der Findom ist der dominante Part meistens weiblich, der devote so gut wie immer männlich. Als Bezeichnungen haben sich in der Szene Wörter wie Geldherrin, Geldlady, Moneydomme und Moneymommy bzw. Geldsklave, Zahldepp und Zahlschwein eingebürgert. Spielt ein Mann die dominante Rolle, so nennt er sich Cashmaster oder Geldherr. Die auch denkbaren Konstellationen „Frau zahlt an Mann“ oder „Frau zahlt an Frau“ sind statistisch bedeutungslos. Das steht im Gegensatz zum BDSM insgesamt, wo Frauen häufig devot sind und sich auch Männern unterwerfen. Erklärungsansätze für diese Diskrepanz gibt es bislang nicht.

## Praxis
Viele Geldsklaven zahlen regelmäßig an eine Person, manche abwechselnd an verschiedene. Die Herrin oder der Cashmaster bestimmt die Höhe des Betrages. Eine garantierte Gegenleistung bekommt der Sklave nicht, Erregung und Befriedigung bringt ihm vielmehr das Zahlen an sich.
Die Kontaktaufnahme erfolgt meistens über das Internet, gezahlt wird vorzugsweise über Online-Bezahldienste, kommuniziert per Chat, E-Mail oder Videokonferenz. Geldherrinnen präsentieren sich auf eigenen Websites, in einschlägigen Foren und in sozialen Netzwerken, von denen X die weitaus größte Bedeutung zukommt. Die Beziehung zum Geldsklaven bleibt oft rein virtuell, teilweise kommt es aber auch zu persönlichen Begegnungen, sogenannten Realtreffen. Sexuelle Kontakte sind selten, die Unnahbarkeit der Geldherrin gehört normalerweise zum Spiel.
Neben der regelmäßigen Geldzahlung (dem Tribut) erhält die Herrin oft zusätzlich einmalige Zuwendungen in Form von Geld, Einkaufsgutscheinen oder Sachgeschenken. Beliebt sind auch die persönliche Übergabe von Bargeld im öffentlichen Raum (im Szenejargon Cash & Go), gemeinsame Einkaufstouren und der Gang zum Geldautomaten. In der Szene umstritten ist das sogenannte Blackmailing (von Englisch to blackmail – erpressen). Der Geldsklave überlässt seiner Herrin dabei vertrauliche Informationen oder verfängliche Bilder und ist somit erpressbar.
Bei alldem demütigt die Geldherrin den Sklaven und lässt ihn ihre vermeintliche Überlegenheit spüren, häufig unter Anwendung anderer BDSM-Praktiken. Die meisten Geldherrinnen pflegen ein Image der Skrupellosigkeit und grenzen sich scharf von der klassischen Domina ab, die mit ihren Kunden letztendlich eine gleichberechtigte Geschäftsbeziehung unterhält. Oft ist die Rede davon, dass der Geldsklave sich bis auf das Existenzminimum einschränken und auch über das Finanzielle hinaus unterwerfen müsse, ansonsten verdiene er die Aufmerksamkeit der Herrin nicht.
Einige Mitglieder der Findom-Szene behaupten, Frauen seien das überlegene Geschlecht und plädieren deshalb für die Einführung des Matriarchats, manchmal auch explizit für die rechtliche Diskriminierung von Männern. Das Schlagwort hierzu ist Female Supremacy, übersetzbar als „Weibliche Überlegenheit“ oder „Weibliche Vorherrschaft“. Unklar bleibt allerdings, ob es sich dabei um ernst gemeinte politische Forderungen oder lediglich um Fetisch-Phantasien handelt.

## Rezeption und Kritik
Seit 2013 ist Findom immer wieder Thema in populären Printmedien und Online-Magazinen.  Während im deutschen Sprachraum bislang ausschließlich Erlebnisberichte und Reportagen erschienen sind, unterziehen viele englischsprachige Autoren das Phänomen einer kritischen Betrachtung. Die einen bezweifeln, dass es sich bei Findom um eine sexuelle Präferenz im eigentlichen Sinne handelt. Die Mehrzahl der Geldsklaven habe ein geringes Selbstwertgefühl und sei unsicher im Umgang mit Frauen. Auch käme der erste Kontakt mit einer Geldherrin oft rein zufällig zustande, beispielsweise beim Surfen auf BDSM-Seiten oder bei der Suche nach Finanzdienstleistungen (über Suchbegriffe wie Money und Financial). Im Laufe der Zeit werde das Zahlen für viele zur Sucht, die schlimmstenfalls in den finanziellen Ruin führe. Dies wiederum habe drei Gründe. Erstens die leichte Verfügbarkeit von Findom über das Internet. Zweitens die gezielte Manipulation durch die Geldherrinnen. Diese seien sich ihrer hohen Verantwortung oftmals nicht bewusst. Drittens den Umstand, dass die psychische Abhängigkeit von der Herrin ausdrücklich gewollt, ja sogar wesentlich für die Findom sei.
Andere Autoren halten die Geldsklaverei nicht für pathologisch und sehen darin eine Neigung, die man durchaus verantwortungsvoll leben kann. Einige von ihnen verweisen jedoch auf die hohe Gefahr von Täuschung und Betrug. Bei vielen Moneydomme-Accounts (z. B. auf Twitter) sei unklar, wer sich wirklich dahinter verberge, immer wieder gäbe es eindeutige Betrugsfälle. Außerdem würden viele Frauen aus rein finanziellem Interesse zur Geldherrin, ohne einen Bezug zu BDSM und Dominanz zu haben. Beides wird in der Findom-Szene unter dem Begriff Fake subsumiert. Manche Geldsklaven sollen die Täuschung jedoch auch in Kauf nehmen oder gerade dadurch erregt werden.
Der US-amerikanische Journalist Dan Savage beschäftigt sich mit der rein männlichen Variante der Findom. Dabei interessiert ihn vor allem die Frage, warum die meisten Cashmaster sich gegenüber ihren bi- oder homosexuellen Sklaven als heterosexuell ausgeben. Oft liege dies daran, dass der Geldherr dadurch eine Aura der Unnahbarkeit bekomme. Der Sklave habe das Gefühl, für den Herren schon aufgrund seines Geschlechts sexuell uninteressant zu sein. Teilweise werde aber auch bewusst und einvernehmlich mit homophoben Klischees gespielt. Die Mehrheit der Cashmaster sei wohl auch tatsächlich heterosexuell. Viele von ihnen würden es genießen, homosexuelle Männer zu dominieren und von ihnen angehimmelt zu werden. Vielleicht stärke dies sogar ihre eigene (heterosexuelle)
Identität.
2007 und 2021 erschien jeweils eine wissenschaftliche Studie über Findom. Für beide wurden über einen Zeitraum von mehreren Jahren einschlägige Websites und Social-Media-Accounts beobachtet (Stichwort: Netnographie), die Autorinnen der zweiten Studie haben außerdem eine Gruppe von Geldherrinnen befragt und bei ihrer Tätigkeit begleitet. Neben speziellen Fragen, wie beispielsweise der Selbstrechtfertigung und dem Umgang mit gesellschaftlicher Ablehnung, geht es in beiden Arbeiten auch um eine allgemeine Beschreibung der Geldsklaverei. Im Großen und Ganzen wird dabei das in den populären Medien gezeichnete Bild bestätigt und zudem dreierlei herausgestellt: Erstens habe das Internet den Markt für sexuelle Dienstleistungen und Kontakte grundlegend verändert. Man könne leichter und vor allem anonym kommunizieren, bei vielen Praktiken sei eine reale Begegnung nicht mehr nötig. Zweitens böten digitale Netzwerke Menschen mit abweichenden Ansichten oder Neigungen neue (und deutlich bessere) Möglichkeiten, sich auszutauschen, Verbindungen herzustellen und eine Identität als Gruppe zu entwickeln. Drittens könne man sich im Internet eine künstliche Identität schaffen, die mit der echten Person nicht viel zu tun habe, für andere aber real erscheine. Alles drei sei Voraussetzung für die Entstehung der Findom-Szene gewesen. Für den Verfasser der ersten Studie ist diese ein Phänomen der Postmoderne, die Autorinnen der zweiten vergleichen die Auftritte von Geldherrinnen mit denen von Influencern.